# スカイスクレイパー (アルバム)
『スカイスクレイパー』（Skyscraper）は、デイヴィッド・リー・ロスが1988年に発表したスタジオ・アルバム。フル・レングスのソロ・アルバムとしては2作目に当たる。

## 背景
「ダム・グッド」はスティーヴ・ヴァイが14歳の頃に作った曲が元になっており、レコーディングでは通常のエレクトリックギターに加えてギルド・ギター・カンパニーの6弦アコースティック・ギターと12弦アコースティック・ギター、それにコーラルのシタールも使用された。本作のジャケットは、ヨセミテ渓谷のハーフドームでクライミングを行うロスの写真が使用され、撮影は冒険写真家のゲイラン・ローウェルによる。
レコーディング終了後にビリー・シーンが脱退。シーンは2013年、ultimateclassicrock.comのインタビューにおいて「『スカイスクレイパー』は、僕にとっては少々オーヴァー・プロデュースのように聴こえて、お気に入りのアルバムではない」と振り返っている。そして、グレッグ・ビソネットの弟のマット・ビソネットが後任ベーシストとして加入した。

## 反響
母国アメリカでは本作がBillboard 200で6位に達し、本作からの第1弾シングル「まるっきりパラダイス」はBillboard Hot 100で6位、『ビルボード』のメインストリーム・ロック・チャートでは1位を獲得した。第2弾シングル「スタンド・アップ」はHot 100で64位、メインストリーム・ロック・チャートで5位を記録。また、「ダム・グッド」はメインストリーム・ロック・チャートで2位を記録している。
ノルウェーのアルバム・チャートでは3週連続で9位を記録し、同国において初のトップ10入りを果たす。日本ではオリコンLPチャートで10位、同CDチャートで12位に達した。

## 収録曲
特記なき楽曲はデイヴィッド・リー・ロスとスティーヴ・ヴァイの共作。
1. 「ナックルボーンズ」 - "Knucklebones" (ロス、グレッグ・ビソネット、マット・ビソネット) - 3:19
2. 「まるっきりパラダイス」 - "Just Like Paradise" (ロス、ブレット・タグル) - 4:03
3. 「ボトム・ライン」 - "The Bottom Line" - 3:39
4. 「スカイスクレイパー」 - "Skyscraper" - 3:40
5. 「ダム・グッド」 - "Damn Good" - 5:50
6. 「ホット・ドッグとシェーク」 - "Hot Dog and a Shake" - 3:20
7. 「スタンド・アップ」 - "Stand Up" (ロス、タグル) - 4:40
8. 「ヒーナ」 - "Hina" - 4:41
9. 「パーフェクト・タイミング」 - "Perfect Timing" (ロス、タグル) - 3:42
10. 「トゥ・フールズ・ア・ミニット」 - "Two Fools a Minute" - 4:28

## パーソネル
- デイヴィッド・リー・ロス - ボーカル
- スティーヴ・ヴァイ - ギター、ホーン・アレンジ
- ビリー・シーン - ベース、フレットレスベース、バッキング・ボーカル
- グレッグ・ビソネット - ドラムス、パーカッション、バッキング・ボーカル
- ブレット・タグル - キーボード、プログラミング、バッキング・ボーカル

### アディショナル・パーソネル
- サミー・フィゲロア - パーカッション (1、2)
- ゲイリー・ファルコン - バッキング・ボーカル (1、9)
- ジョー・ピズーロ - バッキング・ボーカル (1)
- トミー・ファンダーバーク - バッキング・ボーカル (2)
- トム・ケリー - バッキング・ボーカル (2)
- ジョン・バットドーフ - バッキング・ボーカル (9)
- マジック・モレノ - バッキング・ボーカル (10)
- トッド・グレイス - キーボード・プログラミング・アシスタンス (2)
- リッチー・ラポーザ - キーボード・プログラミング・アシスタンス (7)
- Dr. Funk, PhD - シンセベース (9)